# Assodé
Assodé va ser una ciutat de les Muntanyes Aïr en el que actualment és el nord del Níger. Va ser fundada en el segle xi, era de llarg la ciutat tuareg més important, beneficiant-se del comerç transsaharià, i entrant en decadència cap al segle xviii. Va ser ràpidament abandonada després de ser saquejada per Kaocen el 1917. Tot i això, encara es conserven molts dels seus edificis.